# محوطه آمون-رع

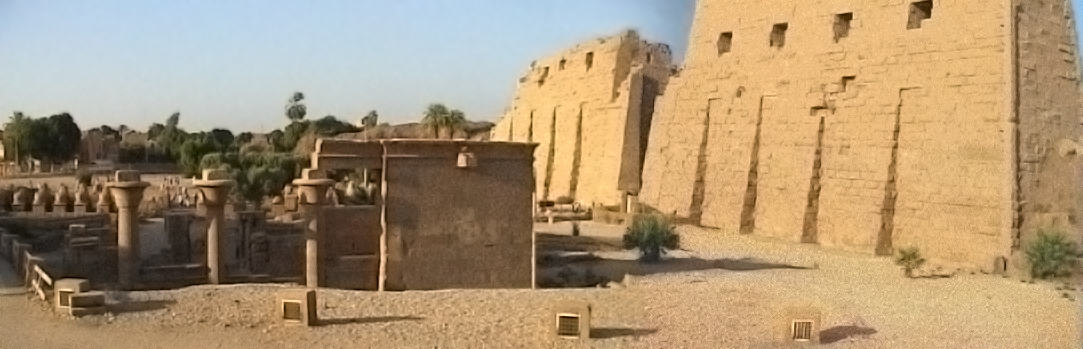
وسط محوطه آمون-رع

محوطه آمون-رع (عربی: فناء آمون-رع) یکی از چهار ساختمان اصلی مسقف تشکیل دهنده معبد الکرنک در شهر الاقصر در مصر می‌باشد، این ساختمان برای عبادت و پرستش اله طیبه آمون بنا و ساخته شده‌است. مساحت این محوطه حوالی ۲۵۰۰۰۰ متر مربع می‌باشد، این منطقه یک منطقه توریستی می‌باشد.

## نگارخانه

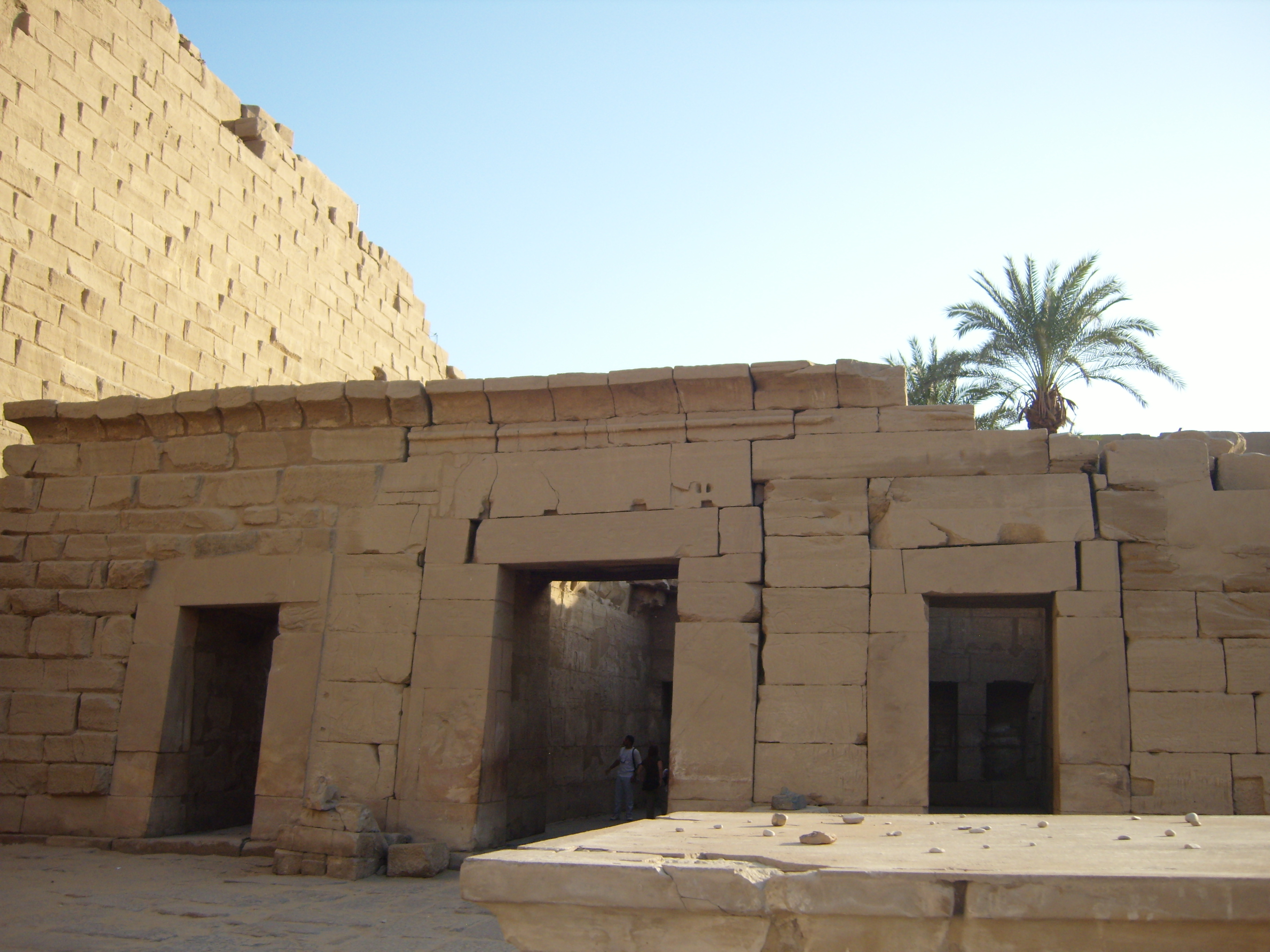
زیارتگاه‌های روستای ستی II
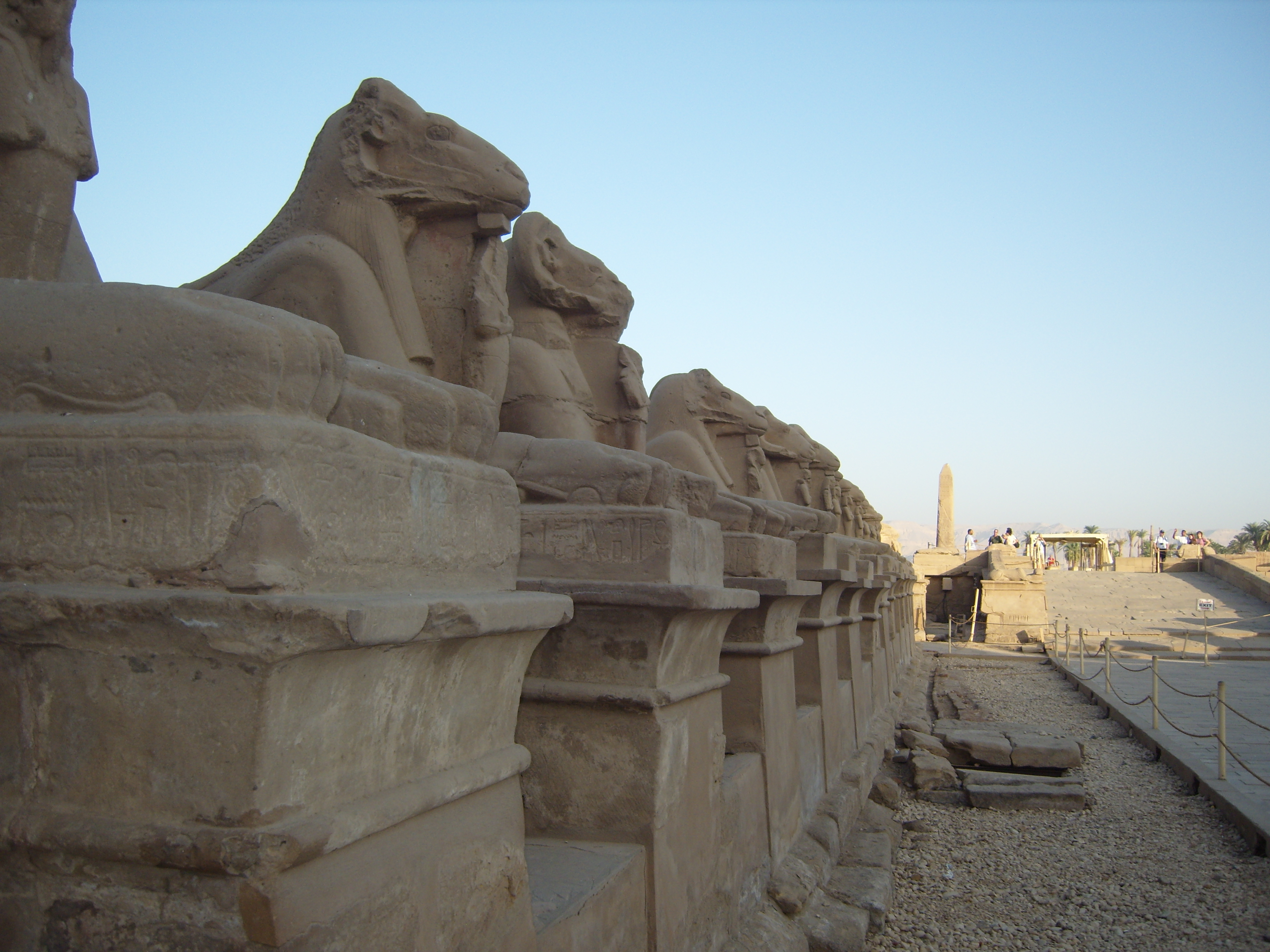
یکی از راهروهای اسفنکس
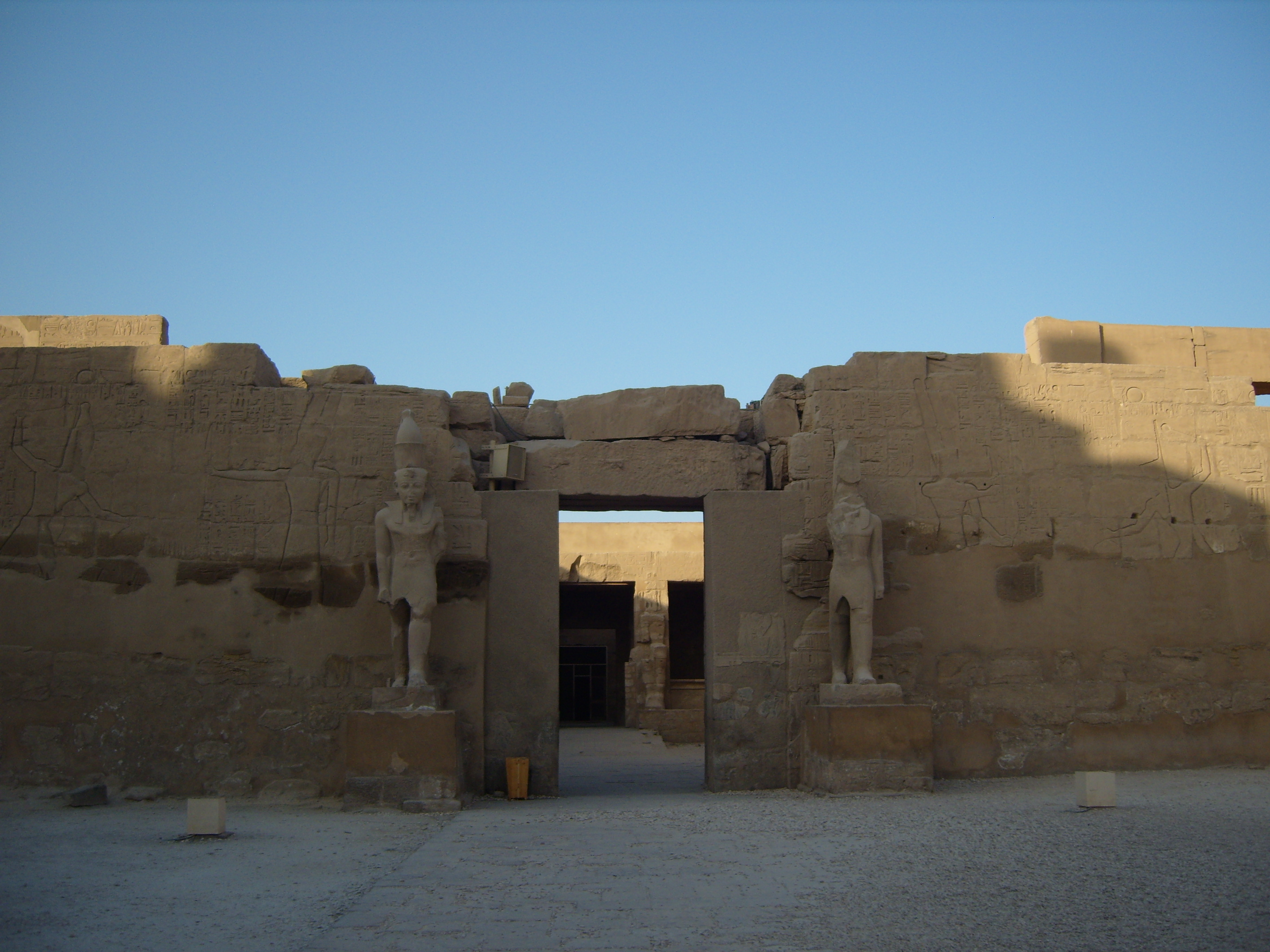
معبد رامسس III، ورودی اصلی
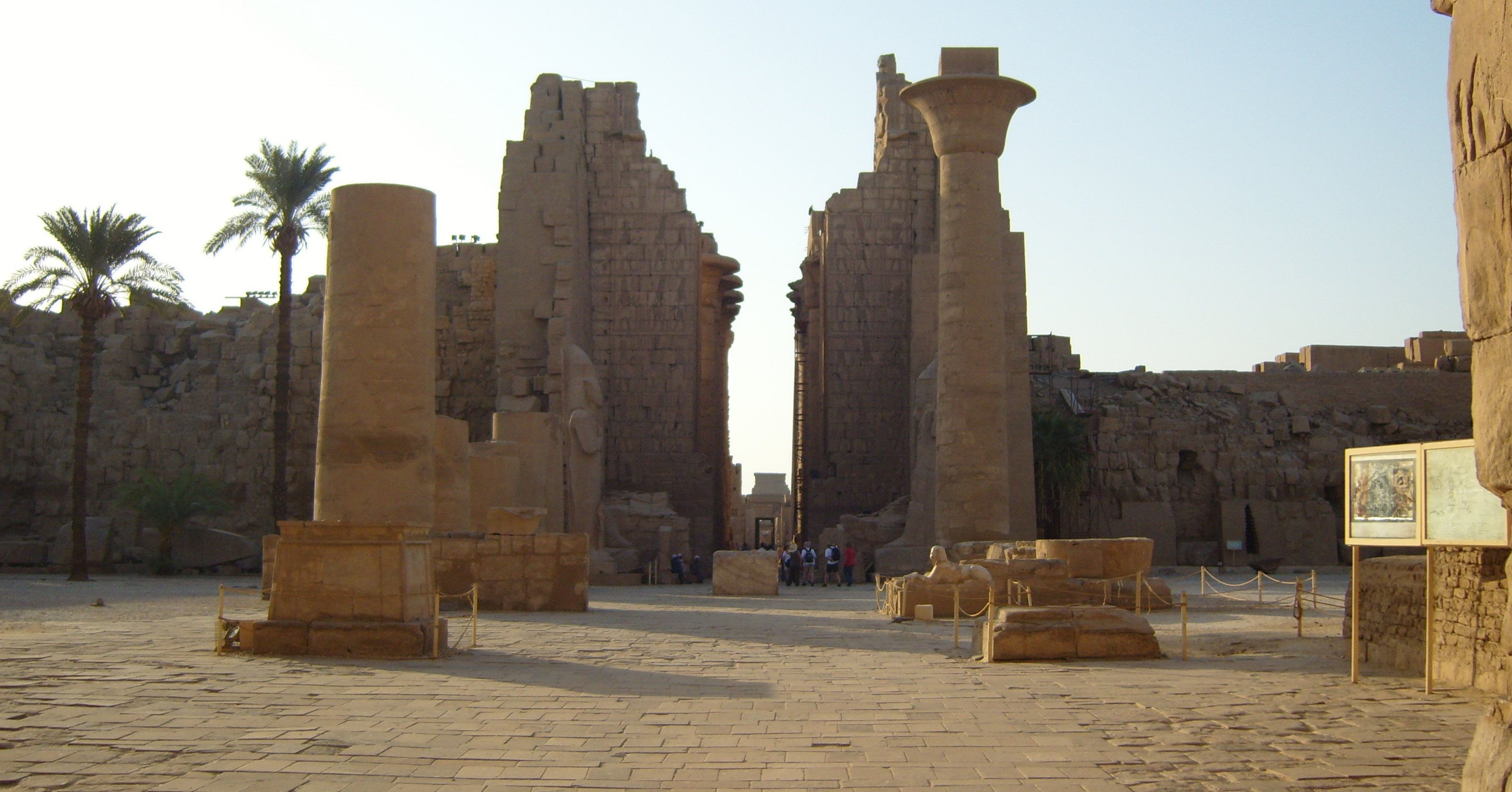
دومین پیلون از سمت غرب عکس گرفته شده‌است